# Беленець
Белене́ць — невелике озеро в Россонському районі Вітебської області Білорусі.
Озеро розташоване за 25 км на північний захід від селища Россони, на висоті 135 м над рівнем моря. Невисоким валом на південному заході відокремлене від озера Біле. Тип озера — мезотрофне, мілководне, з низькою мінералізацією.
Довжина озера — 960 м, ширина — 380 м, площа — 0,28 км². Озеро мілководне, максимальна глибина — 4,5 м, об'єм води — 0,68 млн м³. В озеро не впадають струмки, живлення дощове та підземними водами. Прозорість води — до дна.
Береги невисокі, болотисті, вкриті лісами.